# 101e Luchtlandingsdivisie
De Amerikaanse 101e Luchtlandingsdivisie (Engels: 101st Airborne Division) — bijgenaamd de Screaming Eagles — is een luchtlandingsdivisie van het Amerikaanse leger. De divisie is gestationeerd in Fort Campbell in de staat Kentucky. De divisie werd onder andere ingezet in de Tweede Wereldoorlog, de Vietnam-Oorlog en de oorlogen in Irak en Afghanistan.
De 101st Airborne Division werd op 16 augustus 1942 opgericht met generaal William C. Lee als de eerste commandant.
In de Tweede Wereldoorlog werden de mannen van de 101st Airborne Division onder andere ingezet tijdens D-Day, waarbij ze voornamelijk werden ingezet om de amfibische landingen bij Utah Beach te verlichten. De bedoeling was om zo veel mogelijk Duitse kustverdediging te vernietigen. Dit doel werd echter met moeite gehaald, omdat de parachutisten verspreid en ongeorganiseerd gedropt werden. Later waren de parachutisten ook betrokken bij Operatie Market Garden en bevrijding van Eindhoven, Son, Lieshout en Veghel. Tijdens de Slag om de Ardennen en dan in het bijzonder tijdens het beleg van Bastenaken werd de divisie beroemd met het "NUTS" incident. De Amerikanen waren omsingeld en de Duitsers stelden hen een ultimatum om zich over te geven. Het antwoord van de Amerikaanse brigadegeneraal Anthony McAuliffe op dit ultimatum was kort maar krachtig: "NUTS". Als gevolg hiervan namen de Duitsers de troepen in Bastenaken zwaar onder vuur, maar de divisie hield vol tot ze ontzet werden door het Amerikaanse 3e Leger onder leiding van generaal George Patton.
De lotgevallen van een compagnie uit de 101st Airborne Division, de Easy Company van het 506th Parachute Infantry Regiment, worden verhaald in de televisieserie Band of Brothers van Steven Spielberg en Tom Hanks en het gelijknamige boek van Stephen Ambrose.
Een aantal militairen van deze eenheid, waaronder generaal-majoor Maxwell Davenport Taylor en Kolonel Charles Henry Chase, werden in de Nederlandse Militaire Willems-Orde opgenomen.
Vanaf 1967 nam de 101st Airborne Division deel aan de oorlog in Vietnam. In 1991 werden de luchtlandingstroepen ingezet in de Golfoorlog. In de jaren daarna ging de 101st Airborne Division als vredehandhavers naar Rwanda, Somalië, Haïti en Bosnië. In 2003 werden de paratroopers opnieuw naar Irak gestuurd.

## Huidige slagorde 101st Airborne Division
- 1st Brigade Combat Team ("Bastogne")
  - HHC, 1st BCT ("Warriors")
  - 1-327th Infantry Battalion ("Above the Rest")
  - 2-327nd Infantry Battalion ("No Slack")
  - 3-327th Reconnaissance Squadron (RSTA) ("Battle Force")
  - 2-320th Field Artillery Battalion ("Balls of the Eagles")
  - 326th Brigade Troops Battalion
  - 426th Brigade Support Battalion ("Taskmasters")
- 2nd Brigade Combat Team ("Strike")
  - HHC, 2nd BCT
  - 1-502nd Infantry Battalion ("First Strike")
  - 2-502nd Infantry Battalion ("Strike Force")
  - 3-502nd Reconnaissance Squadron (RSTA) ("Widowmakers")
  - 1-320th Field Artillery Battalion ("Top Guns")
  - 311th Brigade Troops Battalion ("Team")
  - 526th Brigade Support Battalion ("Best By Performance")
- 3rd Brigade Combat Team ("Rakkasans")
  - HHC, 3rd BCT
  - 1-187th Infantry Battalion ("Leader Rakkasans")
  - 2-187th Infantry Battalion ("Raider Rakkasans")
  - 3-187th Reconnaissance Squadron (RSTA) ("Iron Rakkasans")
  - 3-320th Field Artillery Battalion ("Red Knight")
  - 381st Brigade Troops Battalion
  - 626th Brigade Support Battalion ("Assurgam")
- 4th Brigade Combat Team ("Currahee")
  - HHC, 4th BCT
  - 1-506th Infantry Battalion
  - 2-506th Infantry Battalion
  - 3rd Reconnaissance Squadron (RSTA)AKA 1st of the 51st Cavalry
  - 4-320th Field Artillery Battalion
  - 4th Brigade Troops Battalion
  - 801st Brigade Support Battalion
- 101st Aviation Brigade ("Wings of Destiny")
  - HHC, 101st Aviation Brigade
  - 2-17 Air Cavalry Squadron ("Out Front")
  - 1-101st Aviation Battalion ("Expect No Mercy")
  - 2-101st Aviation Battalion ("Eagle Warrior")
  - 5-101st Aviation Battalion ("Eagle Assault")
  - 6-101st Aviation Battalion ("Pathfinder")
  - 8-101st Aviation Battalion ("Troubleshooters")
- 159th Aviation Brigade ("Eagle Thunder")
  - HHC, 159th Aviation Brigade
  - 1-17th Air Cavalry Squadron
  - 3-101st Aviation Battalion ("Eagle Attack")
  - 4-101st Aviation Battalion ("Wings of the Eagles")
  - 7-101st General Support Aviation Battalion (GSAB) ("Eagle Lift")
  - 9-101st Aviation Battalion ("Eagle Strike")
- 101st Sustainment Brigade ("Life Liners")
  - DMMC
  - 63rd Chemical Company
  - 106th Transportation Battalion
  - 372nd TC Company
  - 594th TC Company
  - 613th MCT
  - 632nd MCT
  - 129th Combat Support Battalion
  - 494th TC Company
  - 561st Combat Support Battalion
  - 95th Maint
  - 102nd Quartermaster Company
  - 196th Quartermaster Detachment
  - 227th GS Company
  - 541st TC Company
  - 584th Maintenance Company
  - 717th EOD Detachment
  - 101st Sustainment Brigade Troops Battalion
  - 101st SSB
- 2-44th Air Defense Artillery Battalion ("Strike Fear")
- 887th Engineer Company (LE) ("Empire")
- 86th CSH

## Monumenten
In Eindhoven, Son, Veghel en Elst zijn monumenten opgericht om te herinneren aan de bijdrage van de 101ste Airborne-divisie aan operatie Market Garden en Operatie Pegasus. In Best is het Museum Bevrijdende Vleugels gevestigd. Dit museum dat aanvankelijk in Veghel was gevestigd is gewijd aan de operatie Market Garden en de bijdrage van de 101ste Airborne-divisie in het bijzonder.